# Vụ nổ Halifax

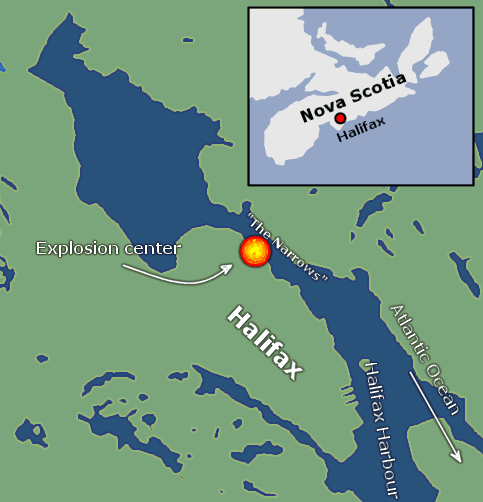

Vụ nổ Halifax là vụ nổ xảy ra ngày 6 tháng 12 năm 1917, tại Halifax, Nova Scotia, Canada khi một tàu hàng Pháp, chở đầy thuốc nổ chiến tranh, gặp tai nạn với một tàu Na Uy tại "Eo hẹp" (the Narrows) của cảng Halifax. Khoảng 1500 người đã thiệt mạng ngay tức khắc, 500 người khác chết ngay sau đó bởi những vết thương do mảnh vỡ, lửa, nhà sập và trên 9000 người bị thương. Đây là vụ nổ nhân tạo lớn nhất cho tới khi vụ thử bom nguyên tử đầu tiên được thực hiện năm 1945 và là một trong những vụ nổ phi hạt nhân lớn nhất cho đến nay. ngày nay , vụ nổ lớn nhất thuộc về bom sa hoàng của Nga.

## Diễn biến
Vào sáng ngày 6 tháng 12 năm 1917, tàu chở hàng SS Mont-Blanc của Pháp đã va chạm với tàu SS Imo của Na Uy ở vùng biển Halifax, Nova Scotia, Canada. Mont-Blanc, chất đầy chất nổ, bốc cháy và phát nổ, tàn phá quận Richmond của Halifax. 1.782 người đã thiệt mạng, phần lớn ở Halifax và Dartmouth, do vụ nổ, mảnh vỡ, hỏa hoạn hoặc các tòa nhà bị sập và ước tính có khoảng 9.000 người khác bị thương. Vụ nổ là vụ nổ lớn nhất do con người tạo ra vào thời điểm đó, giải phóng năng lượng tương đương khoảng 2,9 kiloton TNT (12 TJ).
Mont-Blanc theo lệnh của chính phủ Pháp vận chuyển hàng hóa của cô từ Thành phố New York qua Halifax đến Bordeaux, Pháp. Vào khoảng 8:45 sáng, nó va chạm ở tốc độ thấp, khoảng một hải lý (1,2 dặm / giờ hoặc 1,9 km/h), với chiếc Imo không tải, do Ủy ban Cứu trợ ở Bỉ thuê để nhận hàng cứu trợ ở New York . Trên tàu Mont-Blanc, vụ va chạm đã làm hư hỏng các thùng benzol được cất giữ trên boong, làm rò rỉ hơi bốc cháy do tia lửa từ vụ va chạm, gây ra ngọn lửa trên tàu nhanh chóng vượt khỏi tầm kiểm soát. Khoảng 20 phút sau lúc 9:04:35 sáng, Mont-Blanc phát nổ.
Gần như tất cả các cấu trúc trong bán kính 800 mét (nửa dặm), bao gồm cả cộng đồng Richmond, đã bị phá hủy.[3] Một cơn sóng áp lực làm gãy cây cối, uốn cong đường ray sắt, phá hủy các tòa nhà, tàu mắc cạn (bao gồm cả Imo, bị sóng thần sau đó đánh dạt vào bờ), và các mảnh vỡ của Mont-Blanc rải rác hàng km. Bên kia bến cảng, ở Dartmouth, cũng có thiệt hại trên diện rộng. Một cơn sóng thần do vụ nổ tạo ra đã quét sạch cộng đồng của Quốc gia đầu tiên Mi'kmaq, những người đã sống ở khu vực Tufts Cove trong nhiều thế hệ.

Các nỗ lực cứu trợ bắt đầu gần như ngay lập tức và các bệnh viện nhanh chóng chật kín. Các chuyến tàu cứu hộ bắt đầu đến vào ngày xảy ra vụ nổ từ khắp Nova Scotia và New Brunswick trong khi các chuyến tàu khác từ miền trung Canada và đông bắc Hoa Kỳ bị cản trở bởi bão tuyết. Việc xây dựng những nơi trú ẩn tạm thời để làm nơi ở cho nhiều người vô gia cư đã bắt đầu ngay sau thảm họa. Cuộc điều tra tư pháp ban đầu cho thấy Mont-Blanc phải chịu trách nhiệm về thảm họa, nhưng kháng cáo sau đó xác định rằng cả hai con tàu đều phải chịu trách nhiệm. Ở North End, có một số đài tưởng niệm các nạn nhân của vụ nổ

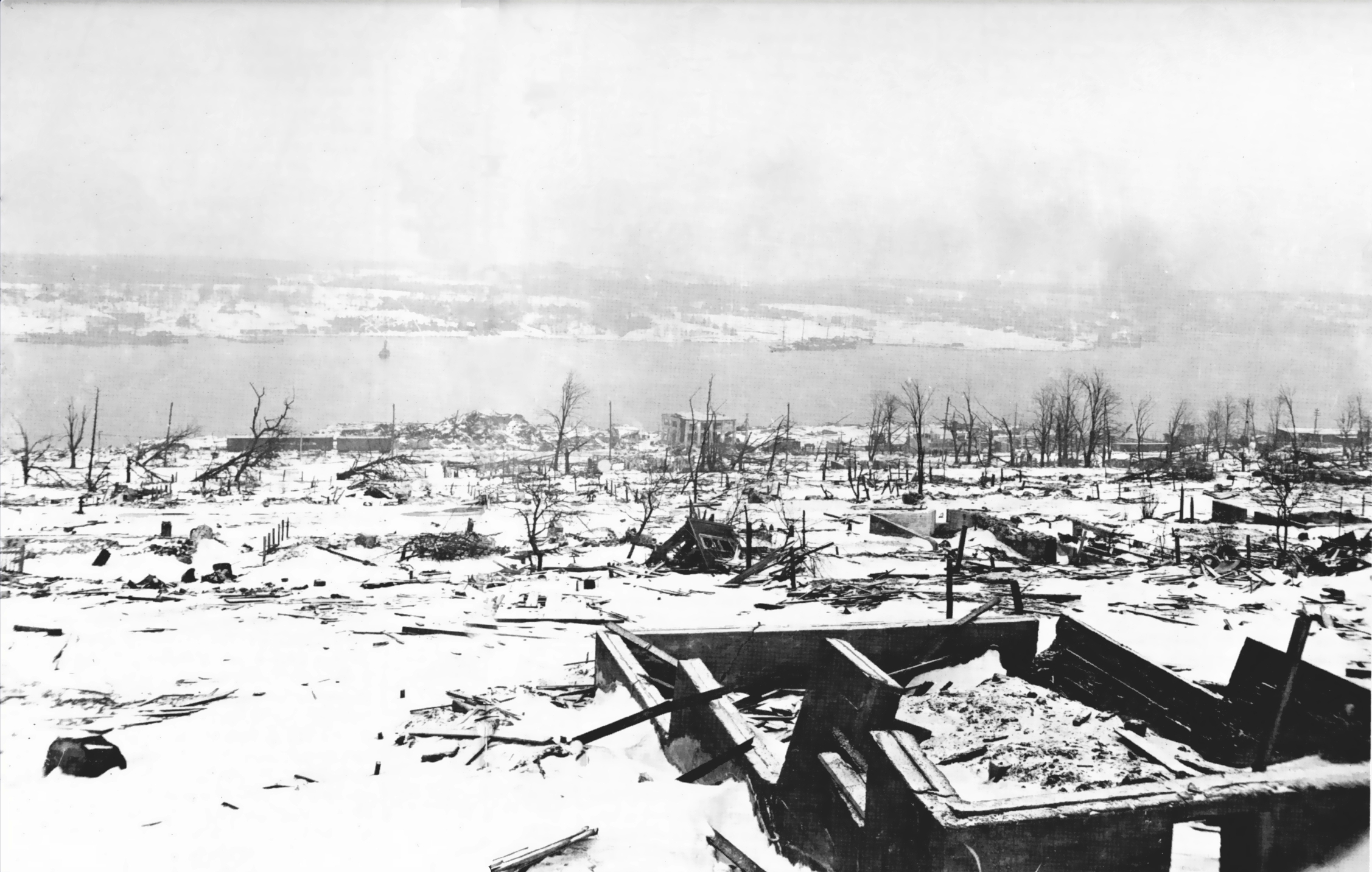